# Brachythecium delicatulum
Brachythecium delicatulum là một loài rêu trong họ Brachytheciaceae. Loài này được Flowers mô tả khoa học đầu tiên năm 1973.